# Angelo Crescenzo
Angelo Crescenzo (Sarno, 5 de agosto de 1993) es un deportista italiano que compite en karate, en la modalidad de kumite.
Ganó dos medallas en el Campeonato Mundial de Karate, en los años 2018 y 2021, y cinco medallas en el Campeonato Europeo de Karate entre los años 2017 y 2023. En los Juegos Europeos consiguió dos medallas, bronce en Minsk 2019 y bronce en Cracovia 2023.

## Palmarés internacional
| Campeonato Mundial | Campeonato Mundial      | Campeonato Mundial | Campeonato Mundial |
| Año                | Lugar                   | Medalla            | Prueba             |
| ------------------ | ----------------------- | ------------------ | ------------------ |
| 2018               | Madrid (España)         | Medalla de oro     | –60 kg             |
| 2021               | Dubái (EAU)             | Medalla de plata   | –60 kg             |
| Juegos Europeos    |                         |                    |                    |
| Año                | Lugar                   | Medalla            | Prueba             |
| 2019               | Minsk (Bielorrusia)     | Medalla de bronce  | –60 kg             |
| 2023               | Bielsko-Biała (Polonia) | Medalla de bronce  | –60 kg             |
| Campeonato Europeo |                         |                    |                    |
| Año                | Lugar                   | Medalla            | Prueba             |
| 2017               | İzmit (Turquía)         | Medalla de bronce  | –60 kg             |
| 2018               | Novi Sad (Serbia)       | Medalla de plata   | –60 kg             |
| 2019               | Guadalajara (España)    | Medalla de plata   | –60 kg             |
| 2022               | Gaziantep (Turquía)     | Medalla de plata   | –60 kg             |
| 2023               | Guadalajara (España)    | Medalla de oro     | –60 kg             |